# Kuramagomed Kuramagomédov
Kuramagomed Sharípovich Kuramagomédov (en ruso: Курамагомед Шарипович Курамагомедов; Majachkalá, 21 de marzo de 1978) es un deportista ruso de origen daguestano que compitió en lucha libre.
Ganó tres medallas en el Campeonato Mundial de Lucha entre los años 1997 y 2006, y seis medallas en el Campeonato Europeo de Lucha entre los años 1999 y 2007.
Participó en los Juegos Olímpicos de Atenas 2004, ocupando el sexto lugar en la categoría de 120 kg.

## Palmarés internacional
| Campeonato Mundial | Campeonato Mundial  | Campeonato Mundial | Campeonato Mundial |
| Año                | Lugar               | Medalla            | Categoría          |
| ------------------ | ------------------- | ------------------ | ------------------ |
| 1997               | Krasnoyarsk (Rusia) | Medalla de oro     | 97 kg              |
| 1998               | Teherán (Irán)      | Medalla de bronce  | 97 kg              |
| 2006               | Cantón (China)      | Medalla de plata   | 120 kg             |
| Campeonato Europeo |                     |                    |                    |
| Año                | Lugar               | Medalla            | Categoría          |
| 1999               | Minsk (Bielorrusia) | Medalla de oro     | 97 kg              |
| 2002               | Bakú (Azerbaiyán)   | Medalla de oro     | 96 kg              |
| 2004               | Ankara (Turquía)    | Medalla de plata   | 120 kg             |
| 2005               | Varna (Bulgaria)    | Medalla de oro     | 120 kg             |
| 2006               | Moscú (Rusia)       | Medalla de oro     | 120 kg             |
| 2007               | Sofía (Bulgaria)    | Medalla de oro     | 120 kg             |